# Antodice mendesi
Antodice mendesi är en skalbaggsart som beskrevs av Lane 1940. Antodice mendesi ingår i släktet Antodice och familjen långhorningar. Inga underarter finns listade i Catalogue of Life.